# Râul Ialomița

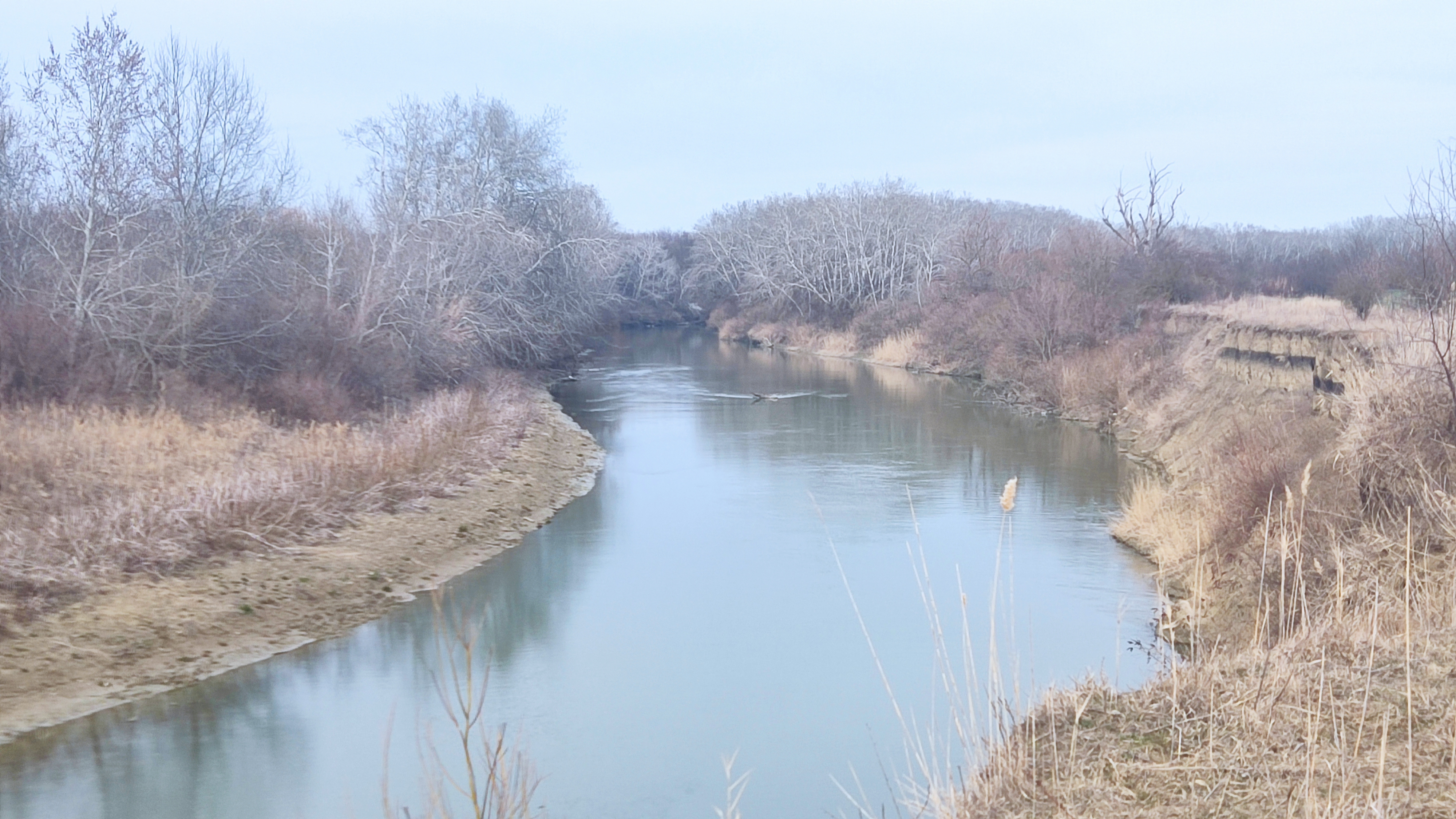
raul Ialomita la Albesti

Râul Ialomița izvorăște din Carpații Meridionali (Munții Bucegi) și își desfășoară albia pe o lungime de 400 km , având o rețea hidrografică codificată de 3.131 km și își adună apele dintr-un bazin de recepție de 9431 km² situat în partea de sud a țării, orientarea generala a râului fiind inițial NV-SE, apoi V-E. Valea Ialomiței coincide cu unul dintre cele mai importante trasee ale transhumanței: "drumul oii" pornea din Carpați și înainta până la confluența Ialomiței cu Dunărcere a lânii. Turmele traversau apoi Dunărea pe la Vadu Oii și iernau în zonele calde de pe țărmul Mării Negre (cea mai cunoscută fiind valea Batovei, în apropiere de Bazargic, numită de mocani "Valea fără iarnă").
În anul 1442 voievodul Ioan de Hunedoara a repurtat o victorie pe cursul superior al râului, în Bătălia de pe Ialomița.

## Numele
Ialomița este un nume de origine slavă, reprezentând o prezență neobișnuită în cadrul grupei hidronimelor majore românești, ele fiind de origine autohtonă. Potrivit lingvistului Dragoș Moldovanu, care reevaluează minuțios stadiul problemei, numele râului a fost dat de slavii așezați în regiune, forma inițială fiind *Ilavǐnika ‘lutoasa’, un derivat din slavul ilǔ ‘lut’. Numele este perfect motivat din punct de vedere geografic: râul străbate un sol argilos, caracteristică manifestată în compoziția apei și în culoarea ei, cum remarca Cezar Bolliac: "Cine poate zice că Ialomița nu este cea mai galbenă gârlă ce avem în țara noastră?".
Cea mai veche atestare a numelui acestui râu se găsește la cronicarul Theofilact Simocatta (sec. VII), care descrie expediția întreprinsă de bizantini asupra slavilor în anul 592, oastea imperială ajungând până în mlaștinile râului Ilivakía. Forma aceasta, în ciuda faptului că este coruptă, atestă un stadiu arhaic al graiurilor slave, când k+i încă nu devenise ț (Ilavǐnika-Ilavnița).
Numele antic al râului Ialomița era Naparis, înregistrat deja de Herodot. Dispariția acestui nume și înlocuirea lui cu unul slav se datorează faptului că în secolul al VI-lea, bazinul inferior al Ialomiței este ocupat de slavi, blocați aici în drumul către Balcani din cauza fortificării Dunării de către puterea bizantină. Ferocitatea primului val de năvălitori a determinat populația daco-romană să se retragă în regiuni mai ferite, fapt care a cauzat pierderea numelui antic al râului.
Între ciobanii din Carpați, care coborau pe valea Ialomiței pentru a ierna oile în Bărăgan sau în Dobrogea, râul era cunoscut sub numele de Gălbinița sau Galbenul, având la bază același principiu descriptiv care a dat naștere și numelui de origine slavă.

## Bazin hidrografic
Limita bazinului hidrografic Ialomița, în zona superioară (cumpăna apelor) o constituie crestele masivelor muntoase Leaota, Bucegi, Clăbucet și Ciucaș din Carpații Meridionali și dealurile subcarpatice. În zona inferioară, delimitarea bazinului hidrografic Ialomița este realizată la vest și sud de înălțimile din Câmpia Vlăsiei și Mostiștea, iar spre nord de culmea Istriței și slabele denivelări din Câmpia Bărăganului.
Rețeaua hidrografică a râului Ialomița se caracterizează prin regimuri de scurgere variate: permanent - caracteristic râurilor de munte; semipermanent sau temporar - pentru râurile din zona de câmpie.

## Afluenții principali
Afluenții principali ai Ialomiței sunt:
- Prahova (176 km/3150 km² )
- Cricovul Sărat (80 km/609 km²)
- Cricovul Dulce (69 km/579 km²).

Ialomița este afluent de ordinul I (de stânga) al Dunării.
Suprafața totală a lacurilor naturale din bazinul hidrografic Ialomița este de 1.982 ha, principalele lacuri fiind Lacul Strachina, Amara, Fundata, Iezer și Bentu.
Bazinul hidrografic Ialomița cuprinde părți din județele: Dâmbovița, Prahova, Buzău, Brăila, Ialomița și Ilfov și se învecinează cu bazinele hidrografice de ordinul I: Olt, Siret, Argeș și Dunăre.